# Blaguško jezero
Blaguško jezero je jezero v naselju Blaguš v občini Sveti Jurij ob Ščavnici.
Jezero je bilo zgrajeno v letih 1961−63 z zajezitvijo Blaguškega potoka, z namenom da bi se v jesenskem in pomladanskem dežju zbirala odvečna voda in v poletni suši namakala polja. Danes služi jezero predvsem ribolovu. V jezeru živijo krapi, ščuke, smuči, somi, ploščiči, šarenke, rdečeperke in sončni ostriži.